# Hipparchia fidia
Hipparchia fidia là một loài bướm ngày thuộc họ Nymphalidae. Loài này có ở bán đảo Iberia và in South-Eastern Pháp và the bordering parts of Ý và Bắc Phi.
Sải cánh dài 48–56 mm. The butterflies fly từ tháng 7 đến tháng 8 tùy theo địa điểm.
Ấu trùng ăn various types of grass.

## Hình ảnh

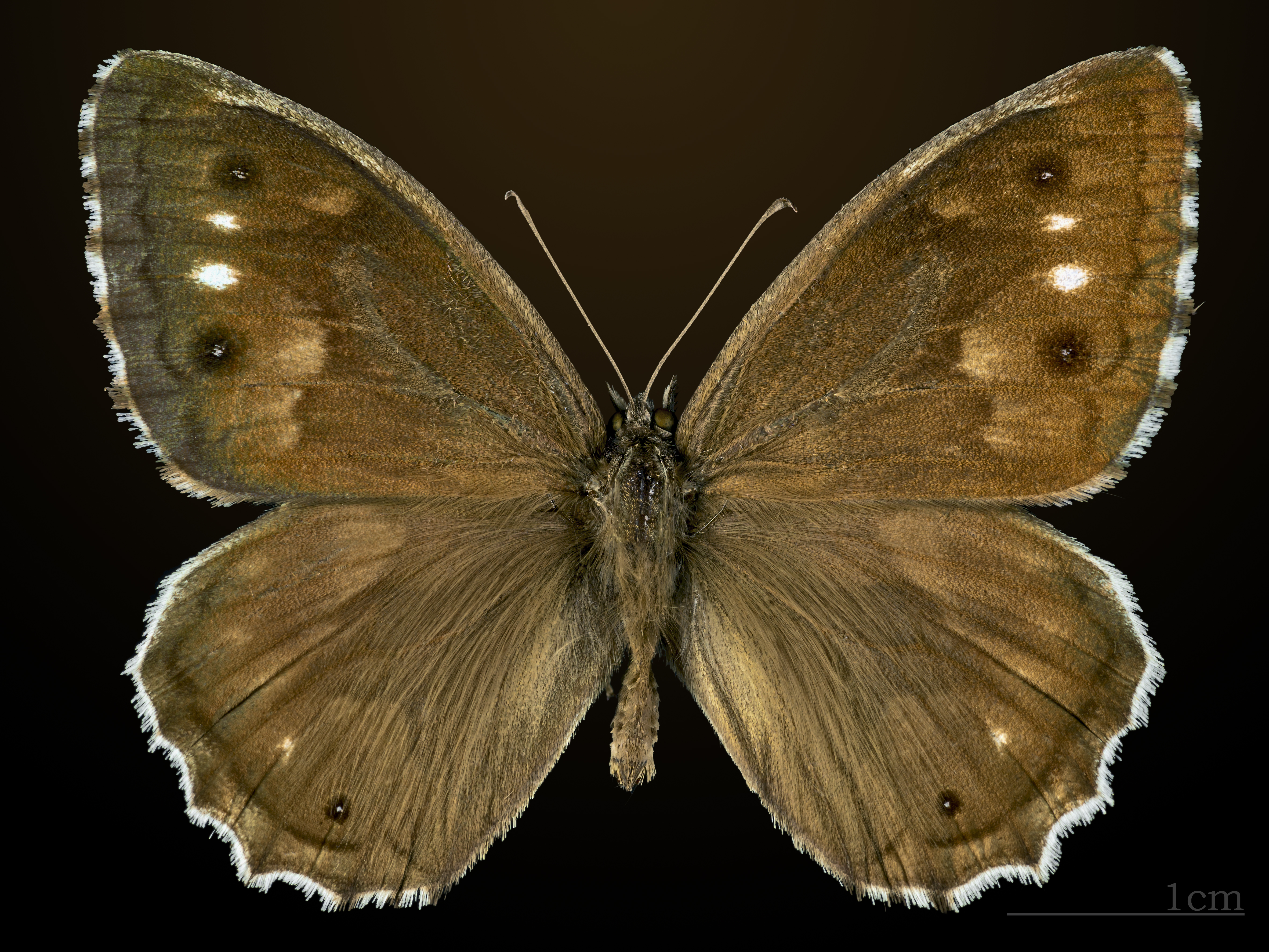
♂
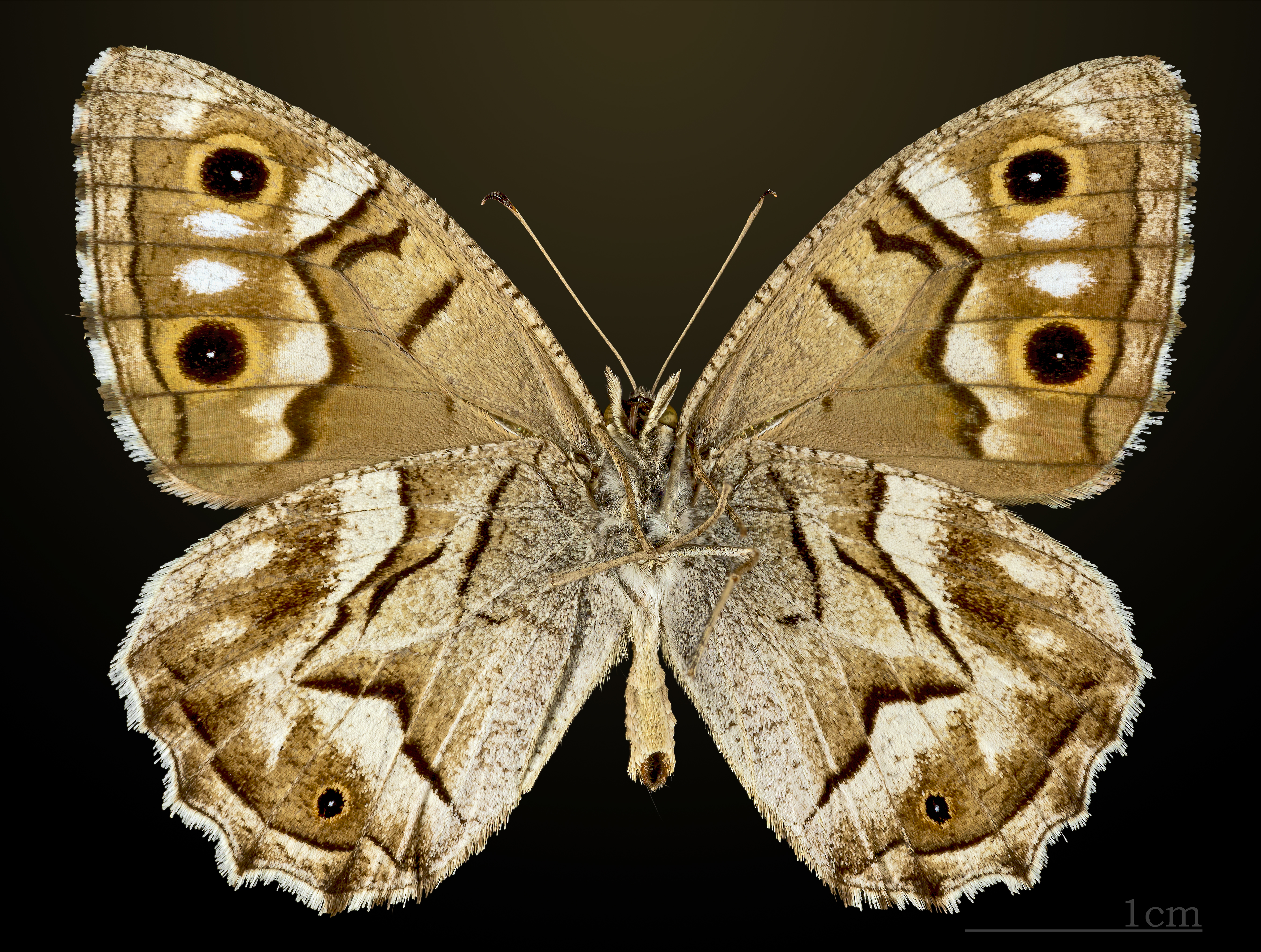
♂△
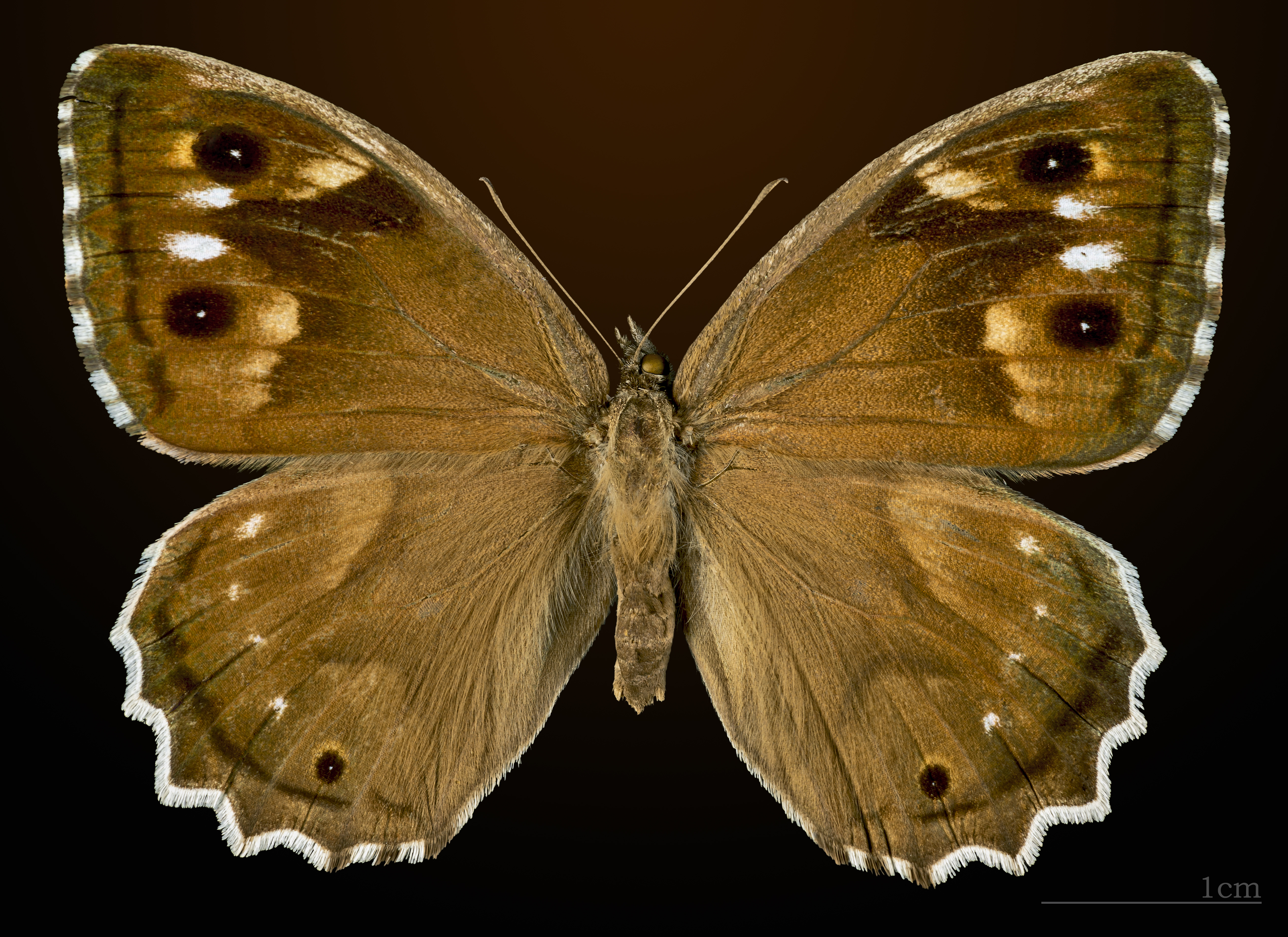
♀
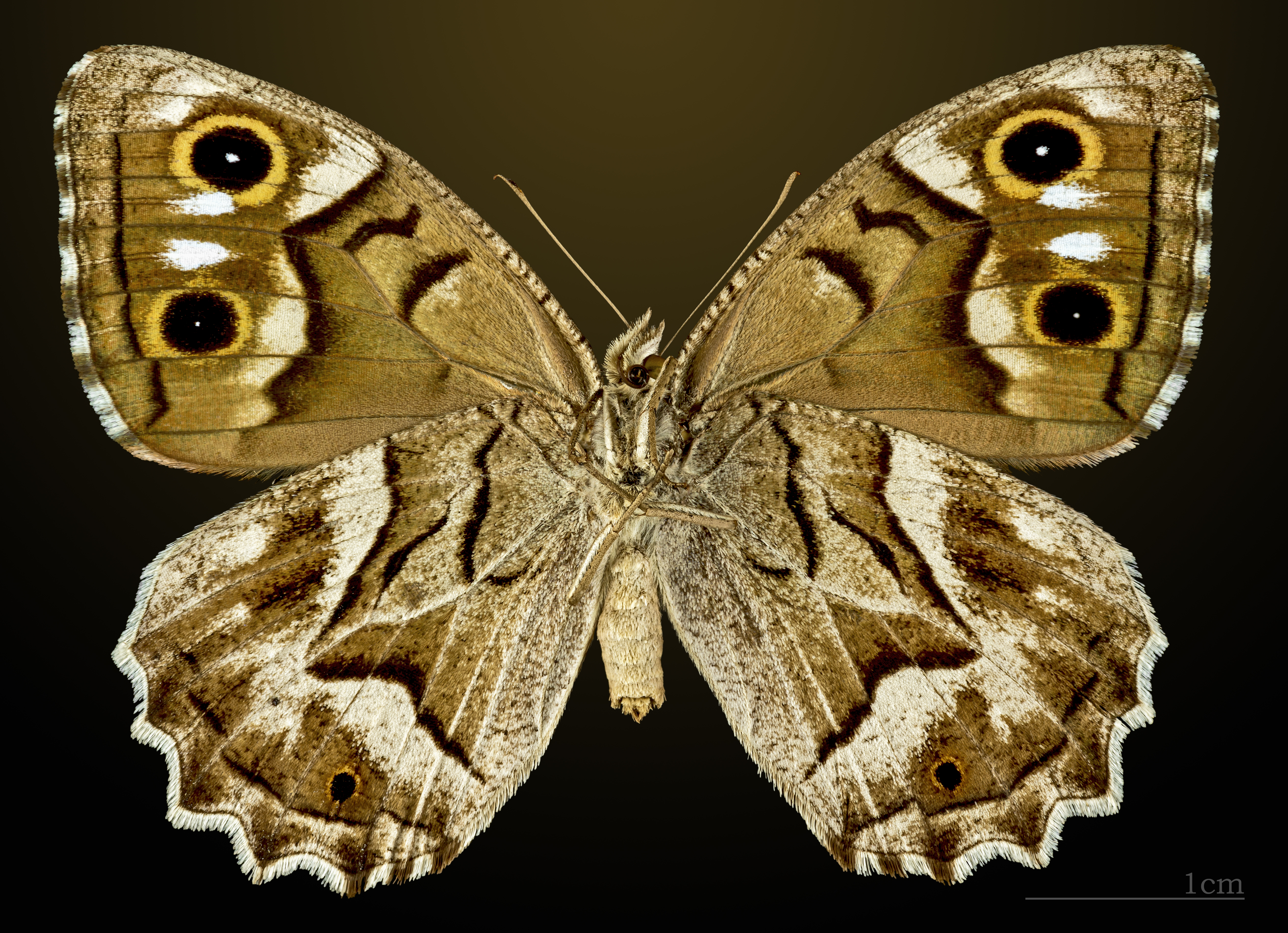
♀ △
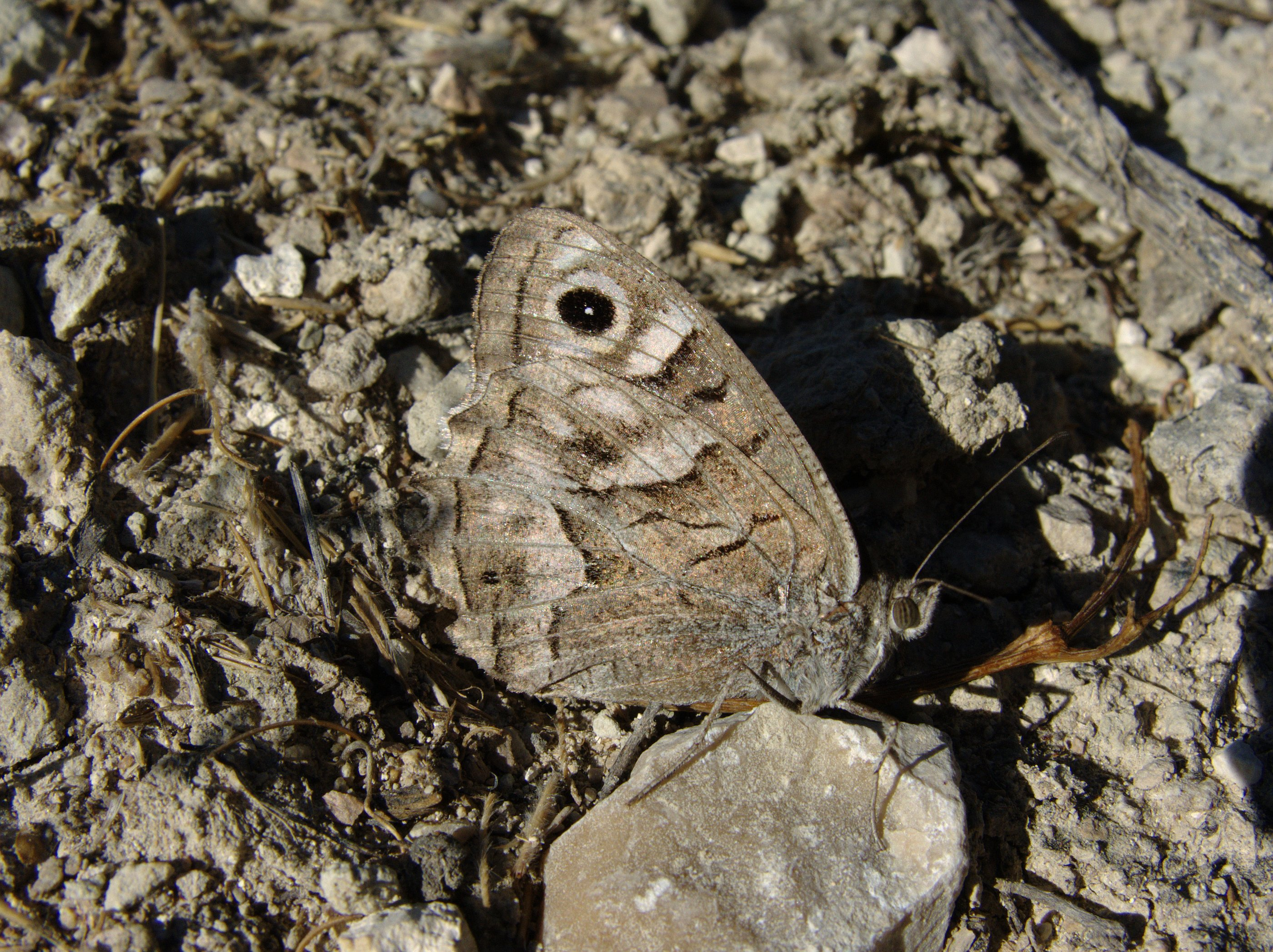
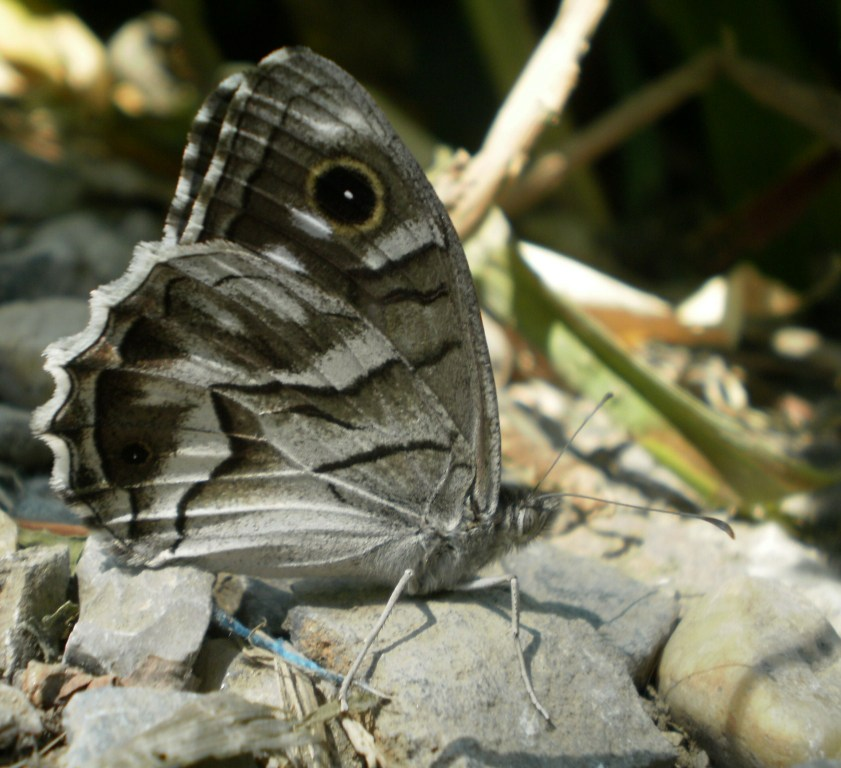
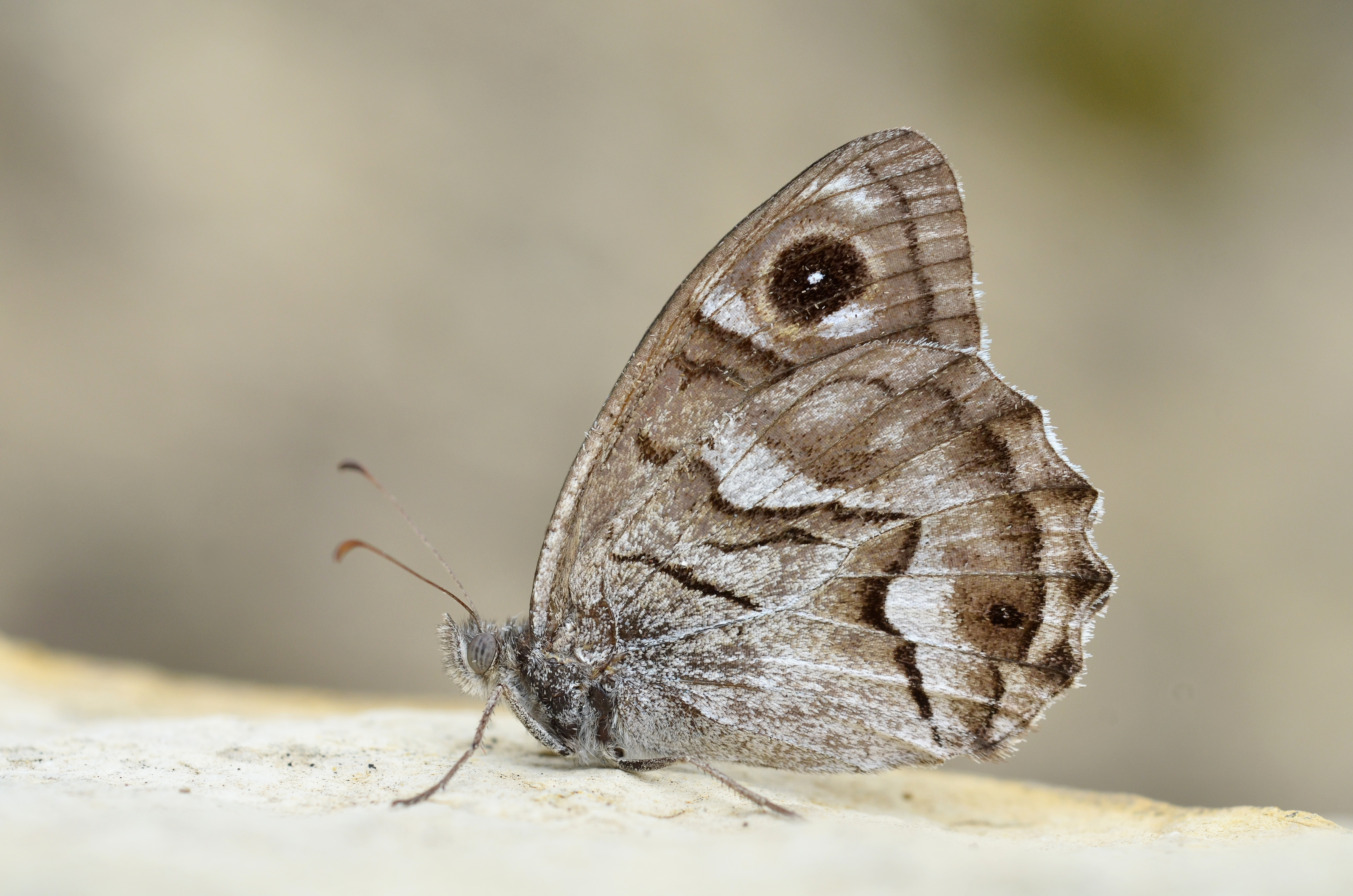